# Epirrhoe kezonmetaria
Epirrhoe kezonmetaria là một loài bướm đêm trong họ Geometridae.